# Czesław Ryll-Nardzewski
Czesław Ryll-Nardzewski (ur. 7 października 1926 w Wilnie, zm. 18 września 2015 we Wrocławiu) – polski matematyk, profesor nauk matematycznych, wykładowca akademicki Politechniki Wrocławskiej, a wcześniej Uniwersytetu Wrocławskiego, członek rzeczywisty Polskiej Akademii Nauk i członek czynny Polskiej Akademii Umiejętności.

## Życiorys
Urodził się w Wilnie. Studia magisterskie ukończył na Uniwersytecie Marii Curie-Skłodowskiej w Lublinie w 1948 roku. Rok później obronił w Lublinie pracę doktorską, której promotorem był Mieczysław Biernacki. W 1949 roku rozpoczął pracę na Uniwersytecie Wrocławskim i jednocześnie w Instytucie Matematycznym PAN. W 1948 lub 1949 roku uzyskał stopień naukowy doktora. W 1949 roku Hugo Steinhaus i Edward Marczewski doprowadzili do zatrudnienia go na Uniwersytecie i Politechnice Wrocławskiej, gdzie uzyskał stanowisko adiunkta, a w 1951 roku docenta. W 1954 roku uzyskał tytuł profesora nadzwyczajnego, a w 1964 roku – zwyczajnego. W latach 1964–1966 pełnił funkcję dziekana Wydziału Matematyki, Fizyki i Chemii Uniwersytetu Wrocławskiego. W 1967 roku został członkiem korespondentem PAN, a w 1973 roku stał się członkiem rzeczywistym Akademii. Od 1970 roku związał się z Politechniką Wrocławską, przenosząc się ostatecznie do Instytutu Matematyki tej uczelni w 1976 roku, gdzie przez pewien okres pełnił funkcję dyrektora. Był członkiem Centralnej Komisji do Spraw Stopni i Tytułów oraz członkiem Komitetu Nauk Matematycznych PAN.
Był uczniem wspomnianego wcześniej Hugona Steinhausa – polskiego matematyka należącego do lwowskiej szkoły matematycznej. Wszechstronne zainteresowania badawcze Czesława Ryll-Nardzewskiego obejmowały takie działy jak: logika matematyczna, podstawy matematyki, teoria miary, analiza funkcjonalna, teoria mnogości, teoria prawdopodobieństwa, procesy stochastyczne, teoria ergodyczna. Jedno z twierdzeń o punkcie stałym nosi jego nazwisko – twierdzenie Rylla-Nardzewskiego o punkcie stałym. Wypromował dziewięciu doktorów.
Otrzymał Nagrodę Główną Polskiego Towarzystwa Matematycznego im. Stefana Mazurkiewicza (1952), Nagrodę Państwową indywidualną II stopnia za prace z analizy matematycznej i podstaw matematyki (1966), Nagrodę Fundacji im. Alfreda Jurzykowskiego, Medal Komisji Edukacji Narodowej (1975), Nagrodę Ministra Nauki, Szkolnictwa Wyższego i Techniki za kształcenie kadry naukowej (1978), Medal im. Stefana Banacha (1992), Nagrodę Prezesa Rady Ministrów indywidualną za wybitny dorobek naukowy (2001). W 1968 odznaczony Krzyżem Oficerskim Orderu Odrodzenia Polski.
Zmarł we Wrocławiu, gdzie został pochowany na Cmentarzu Grabiszyńskim (pole 47-11-309A).

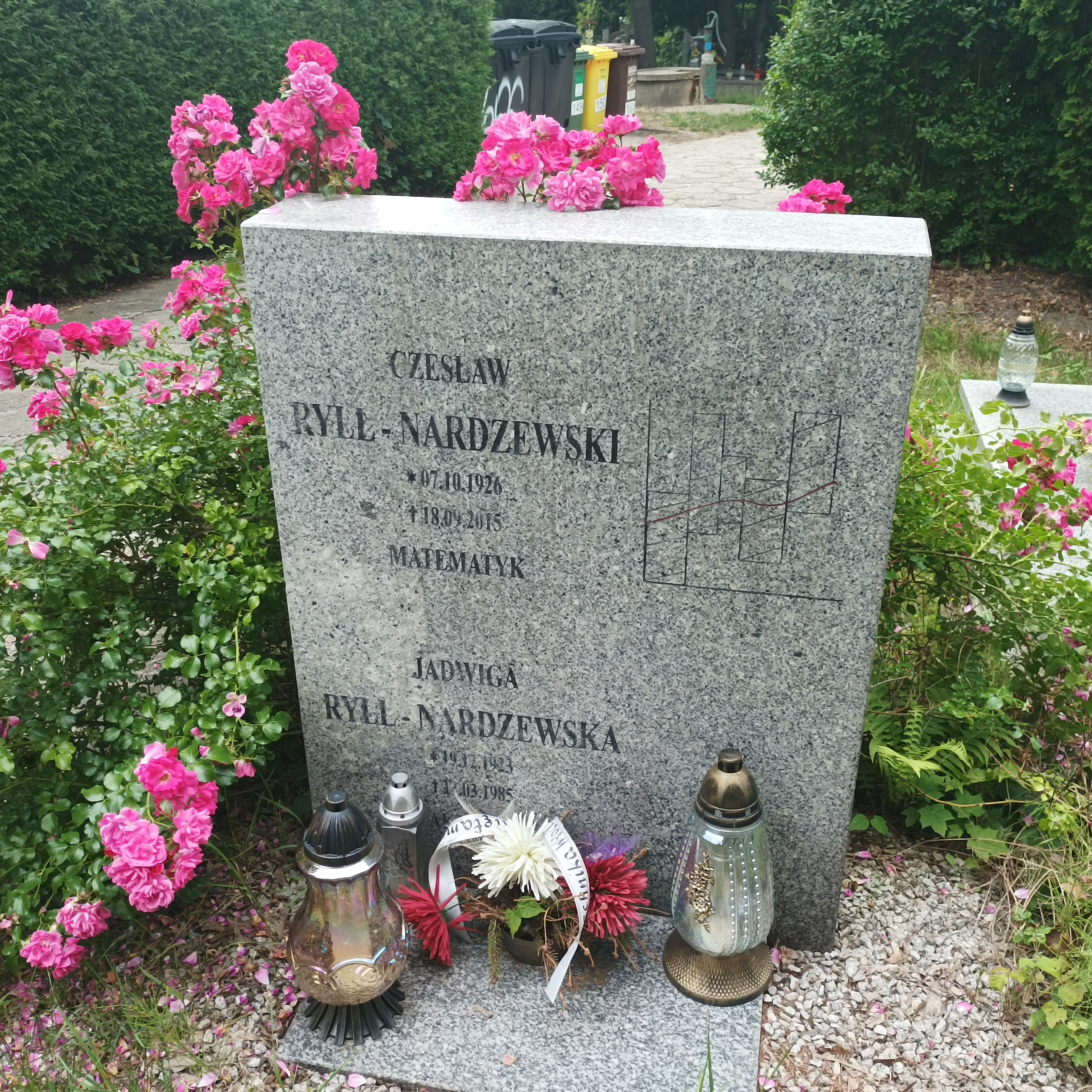
Grób prof. Czesława Rylla-Nardzewskiego na Cmentarzu Grabiszyńskim